# Метод обмінних хвиль
Ме́тод обмі́нних хвиль (рос. метод обменных волн, англ. converted wave method, нім. Austauschwellenverfahren n) — метод сейсмічної розвідки, що базується на вивченні сейсмічних хвиль, які в ході поширення в товщі гірських порід, що досліджуються, одну частину шляху проходять як поздовжні, іншу — як поперечні хвилі. Застосовують при регіональних геологічних дослідженнях для вивчення будови земної кори і верхньої мантії, при пошуках і розвідці родовищ нафти і газу, рудних родовищ та інженерно-геологічних досліджень. 